# Calyptrogenia
Calyptrogenia é um género botânico pertencente à família Myrtaceae.

## Espécies
- Calyptrogenia apoda, McVaugh
- Calyptrogenia biflora, Alain
- Calyptrogenia bracteosa, (Urb.) Burret
- Calyptrogenia cuspidata, Alain H.Liogier
- Calyptrogenia ekmanii, (Urb.) Burret
- Calyptrogenia grandiflora, Burret
- Calyptrogenia hatschbachii, Diego Legrand
- Calyptrogenia jeremiensis, (Urb. & Ekman) Burret
- Calyptrogenia riedeliana, (O.Berg ex Mart) Burret
- Calyptrogenia vexata, McVaugh